# Hans Caspar Werdmüller

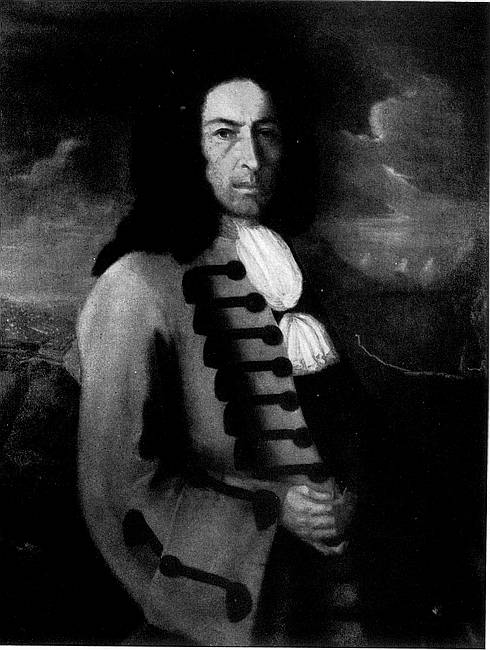
Hans Caspar Werdmüller

Hans Caspar Werdmüller (* 8. Februar 1663 in Zürich; † 13. Januar 1744 ebenda) war ein Schweizer Baumeister, Offizier und Politiker.

## Leben und Wirken
Hans Caspar Werdmüller war einer der begabtesten unter den Mathematikern und Baufachleuten der Familie Werdmüller. Er blieb zeitlebens ledig und dem Militärischen verbunden. Schon in jungen Jahren war er Offizier in fremden Diensten.

### Karriere als Festungsbaumeister und Vermessungsexperte
1690, mit nur 27 Jahren, wurde er Aufseher der Zürcher Schanzen und mit der Vollendung der Strecke von der Sihlbrücke bis zum Schützenhaus beauftragt. Dieses Amt als Schanzenherr hatte er ein halbes Jahrhundert, bis 1740, inne.
1692 wurde er von der Stadt Genf beauftragt, verschiedene neue Festungswerke zu erstellen. 1696 war er im Piemont anzutreffen, wo er noch grössere Aufgaben im Festungsbau ausführte.
1698 wurde er mit der Leitung des Rathausbaues in Zürich betraut. 1699 beförderten ihn die Zürcher zum Major. Er erhielt den Auftrag, die Artillerie auszubauen. Weiter war er massgeblich an der Befestigung von Stein am Rhein (das damals den Zürchern gehörte) beteiligt.
1703–1705 erfolgte ein Grossauftrag der Bünder Regierung, die verfallenen Befestigungswerke auf der St. Luzisteig wieder in den «erforderlichen Defensionszustand» zu bringen. Die gewählte Lösung machte ihn berühmt. Die Festung blieb bis 1855 unverändert erhalten.
Dazwischen plante er Befestigungsarbeiten an den Zürcher Grenzen. 1702: Renovation von Kirche und Pfarrhaus in Wädenswil. Im selben Jahr: Neubau von Kirche und Pfarrhaus in Schönenberg. 1705/06 der Neubau der Kirche in Weiach.
1705 wurde er Städtischer Ingenieur in Zürich. Von 1705 bis 1715 war er Stadtkommandant von Lindau am Bodensee. Da er als Autorität auf dem Gebiet der Feldmesskunst galt, beauftragte man ihn 1711, die Landesgrenzen auf der Linie Genf-Basel festzustellen.

### Einsatz im Zweiten Villmergerkrieg
1712 war Werdmüller im Toggenburger Krieg (Zweiter Villmergerkrieg) Feldzeugmeister im Range eines Oberstlieutenant, später zur Belagerung von Baden und Zerstörung der dortigen Befestigung eingesetzt. Dann wurde er ins Hauptquartier nach Mettmenstetten abkommandiert mit dem Auftrag, alle Grenzposten bis an den Zürichsee zu inspizieren, sowie diverse Schanzen gegen einen feindlichen Einfall zu sichern. Gegen Rapperswil hin, speziell bei Rüti, führte Werdmüller grössere Verschanzungen aus und schliesslich wurde er mit der Leitung der Belagerung von Rapperswil beauftragt.
Seine Karriere beendete er 1717–1725 als Obervogt zu Männedorf und Oberinspektor der fünf Militärquartiere Rüti, Grüningen, Kyburg, Turbenthal und Elgg.